# Ság (hegy)

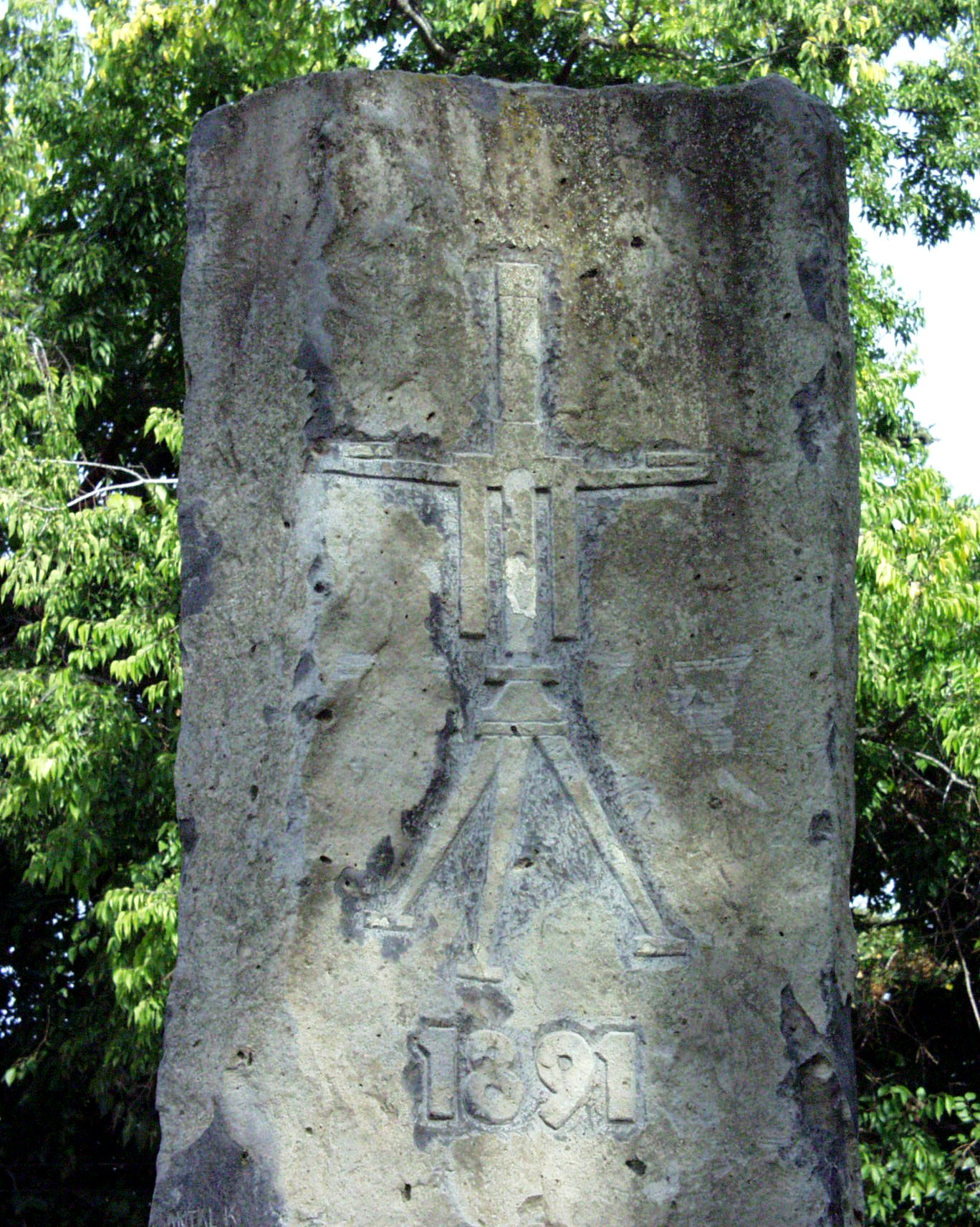
Az Eötvös-emlékoszlop részlete

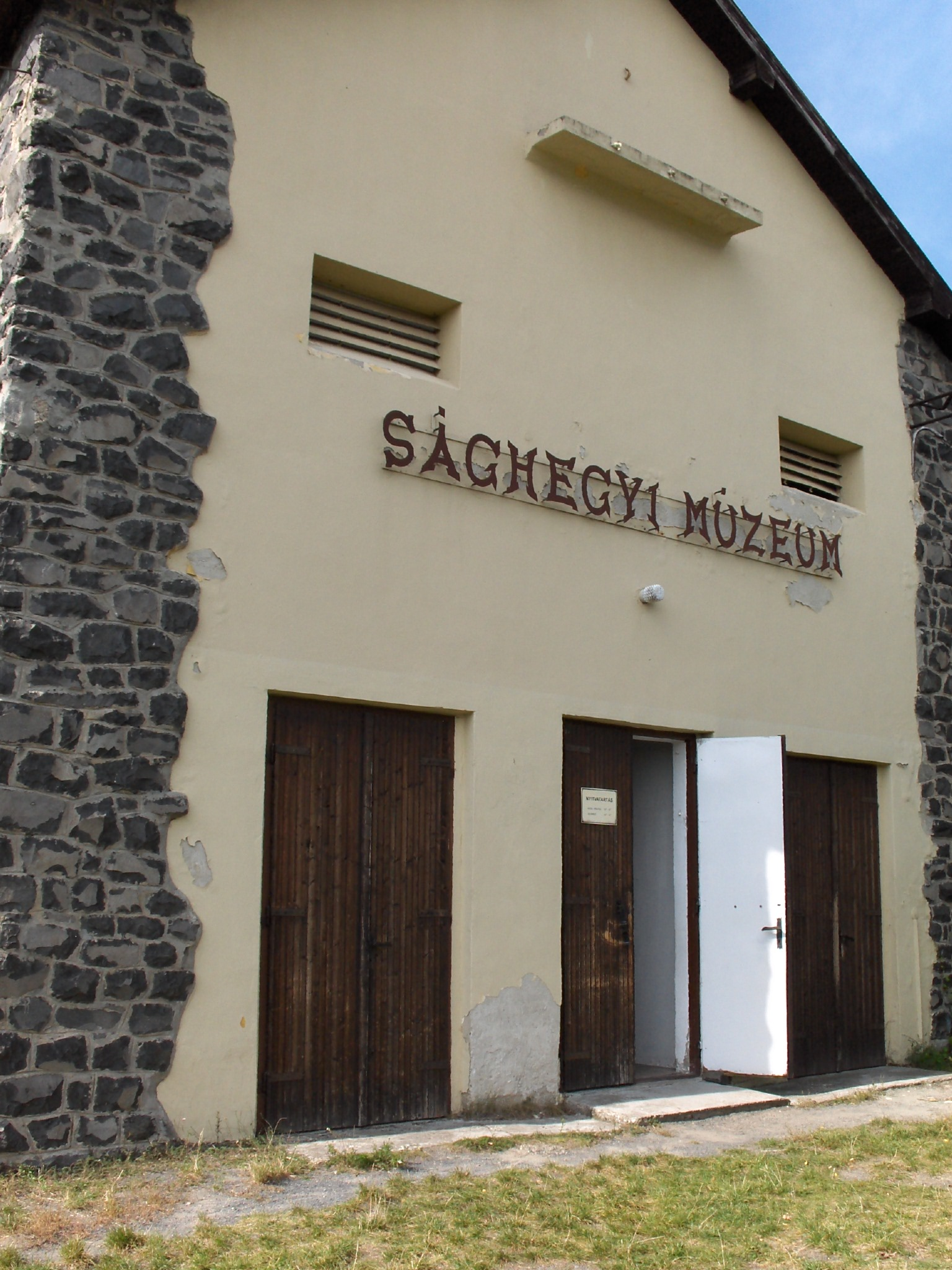
Sághegyi Múzeum épülete

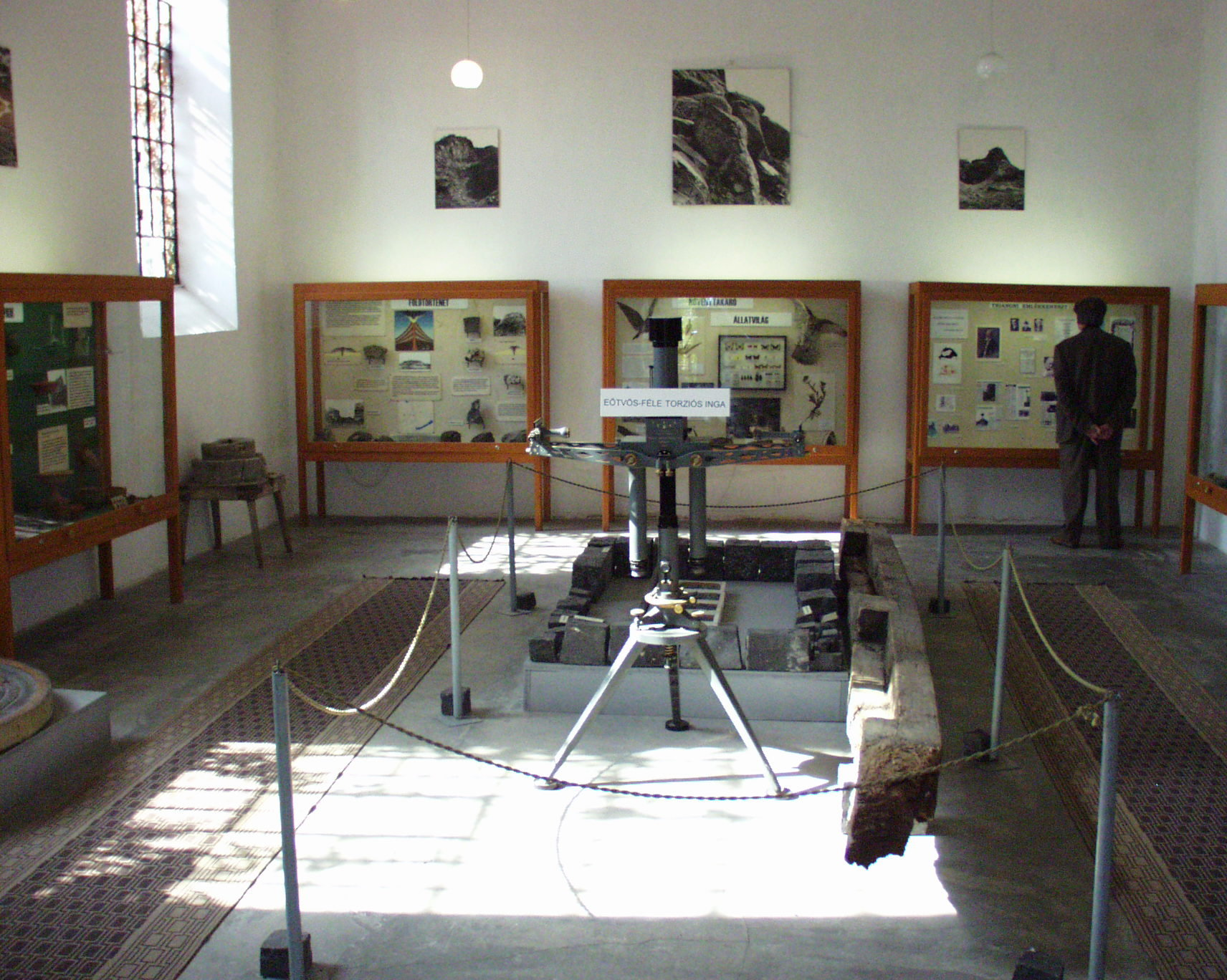
Sághegyi Múzeum kiállítótere, előtérben egy Eötvös-inga

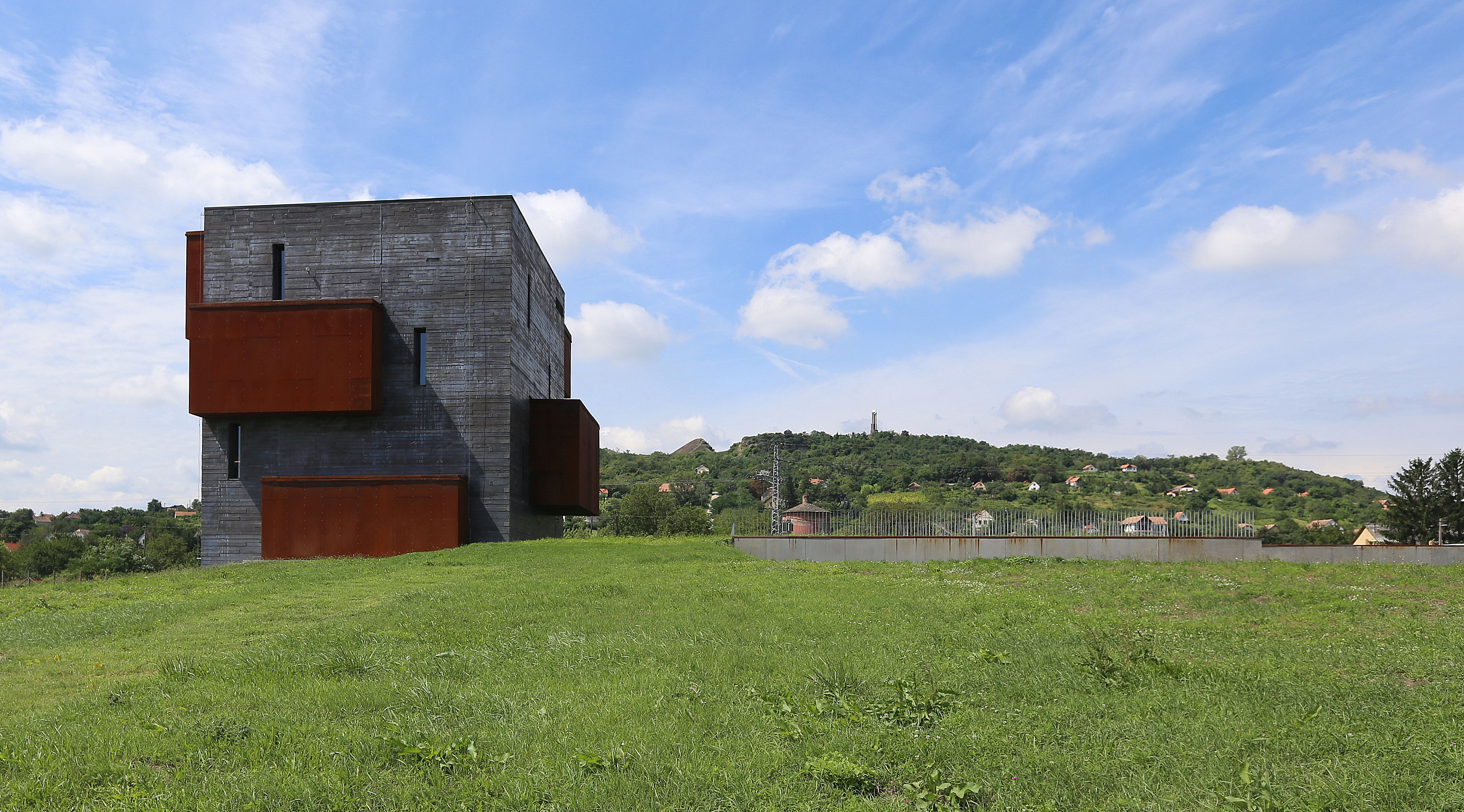
Kemenes Vulkán Park a Ság hegy lábánál

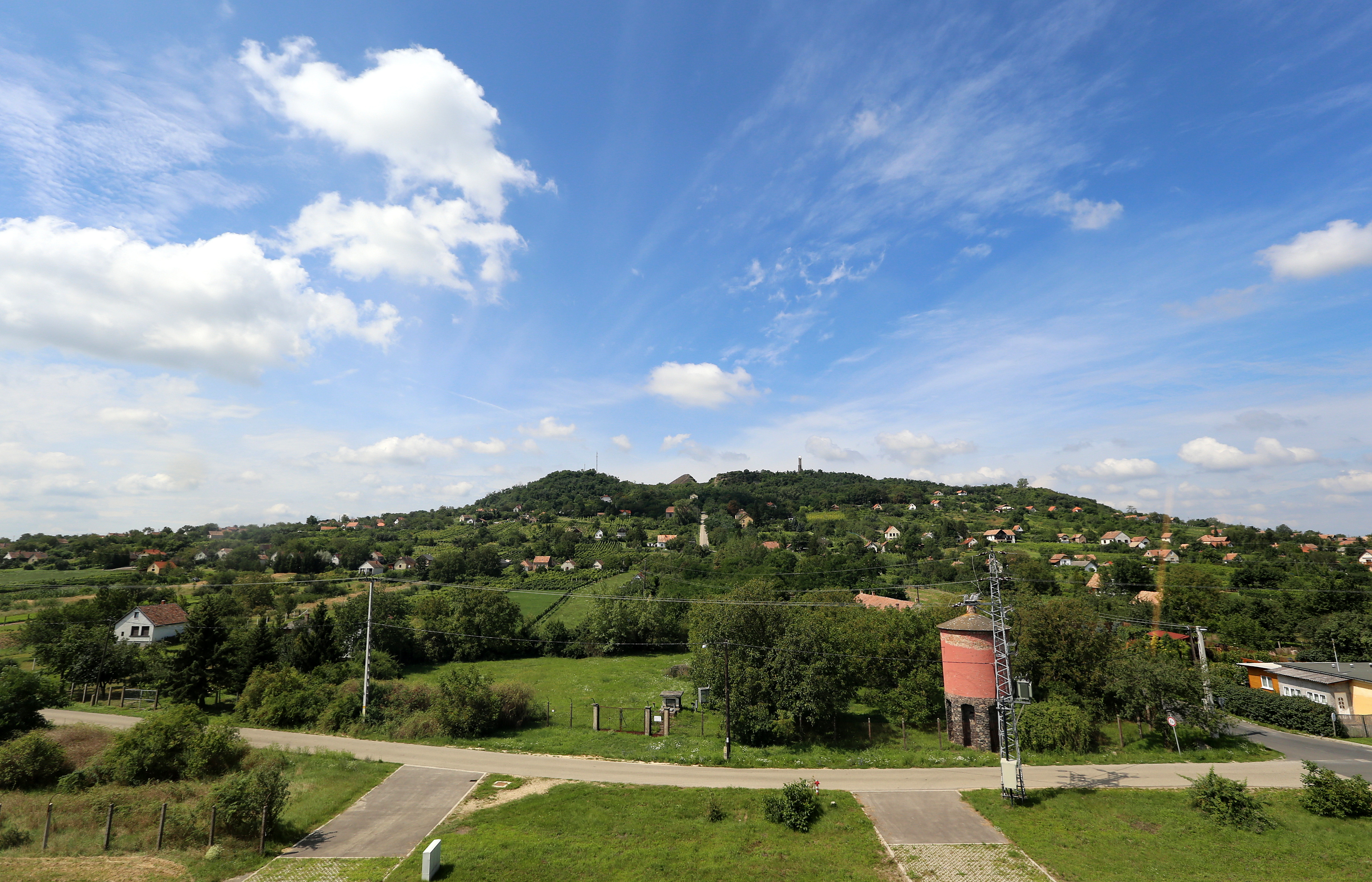
Ság hegy

A Ság tanúhegy Vas vármegye keleti részén, a Kemenesháton. 279 méter magasan emelkedik Celldömölk városa fölé, és közigazgatásilag is hozzá tartozik. 1891-ben a hegy platóján végzett méréseket Eötvös Loránd a róla elnevezett torziós ingával. A hegyen a 20. században bazaltot bányásztak, ma azonban itt található a Sághegyi Tájvédelmi Körzet.

## Kialakulása
A környező síkságából 150 m-re kiemelkedő hegy egy 5 millió éves tűzhányó maradványa. A tanúhegy lankája homokos pannon képződményekből, a meredekebb kúp vulkáni tufából és bazaltból áll.
A térséget a vulkáni működés előtt a Pannon-tenger vize borította. A kőzetolvadék több kilométeres mélységből, tektonikus törések kereszteződésében létrejött magmacsatornákon került a felszínre. Az első kitöréssel kiszórt törmelék, a tufa, mintegy 2000 méter vastag homokos rétegre hullott. A tűzhányó működésének második szakaszában a lávafolyam 50 m vastag bazalttakaróvá dermedt a hegy tetején.
A lepusztulás során először a bazaltpajzs pereme töredezett le, majd a szél és a víz fokozatosan elhordta a lazább képződményeket. Mai formájához hozzátartoznak a suvadások, a kijárt mélyutak és a szőlőművelés lépcsői. A bányaműveléssel kialakított terek teszik lehetővé, hogy bepillanthassunk hazánk egyik legfiatalabb tűzhányójának belsejébe.

## Élővilág
Növényzete lényegesen különbözik a környező területek flórájától. Jellemző növényei közt megtalálható többek között a fekete kökörcsin, a tavaszi hérics és a kövi varjúháj. Gazdag madárvilág jellemzi. Megfigyelhető itt a kuvik, a macskabagoly, a gyöngybagoly és az erdei fülesbagoly. Gyakori az erdei pinty, a csuszka, a fülemüle, a fekete rigó és a vörösbegy. Flórájának és faunájának védelmét tájvédelmi körzet szolgálja.

## Szőlő és bor
A Somló és Kis-Somlyó tanúhegyekkel alkot borvidéket. A szőlőművelés helyi írásos emléke a „Sági Hegységnek Törvényei” az ország egyik legrégebbi szőlőműveléssel kapcsolatos magyar nyelvű jogszabály-gyűjteménye (18. század).

## Eötvös Loránd geofizikai mérései
Eötvös Loránd 1891-ben az ebben az évben elkészült Eötvös-ingával méréseket végez a hegyen, hogy műszere használhatóságát ellenőrizze. A hegy akkor még bányászattal nem torzított alakja lehetővé tette, hogy a mérési eredményeket összehasonlítsák az elméleti úton kapott értékekkel. Ezekre a mérésekre emlékeztet a hegyen 1971-ben felállított bazalt emlékoszlop, mely Antal Károly alkotása. Felső részén egy Eötvös-inga képe és az 1891-es évszám látható. A talapzaton található fehér márványtáblán a következő szöveg olvasható: 
EÖTVÖS LORÁND SÁGHEGYI KUTATÁSAI EMLÉKÉRE. EÖTVÖS LORÁND, TANGL KÁROLY, KÖVESLIGETHY RADÓ, BODOLA LAJOS 1971.

## A bazaltbánya
A hegy bazaltját elsőként a rómaiak használták fel a borostyánút és Savaria útjainak építéséhez. A modern kori bányaművelés a 20. század elején kezdődött. 1909-ben jött létre a Sághegyi Bazaltbánya Rt. A nagyüzemi termelés 1911-től datálható. A kitermelt követ vasúti iparvágányon vitték le a celldömölki vasútállomásra. A részvénytársaságot a háború után államosították, és a bányászat a kőzetanyag kimerüléséig, 1957-ig folytatódott. Összességében mintegy 17 millió tonna kő kitermelése történt meg, radikálisan megváltoztatva a Ság korábbi formáját: mai meddőhányókkal, belső bányaudvarokkal szabdalt felszíne csak nyomokban idézi az egykor fenséges tanúhegyet.
A bányaművelés hatására ugyanakkor feltárultak a hegy gyomrának olyan rejtett titkai, amelyek az avatott szem számára a hegy kialakulásáról regélnek. Hogy a természet ilymódon - emberi tevékenység által - felnyitott könyve mások számára is olvashatóvá váljék, létrehozták a Ság Vulkánösvényt. E tanösvényt bejárva szinte megelevenedik az egykori vulkáni tevékenység. Különösen impozáns látványt nyújt az utolsó kitörés kürtőbe szilárdult lávája.

## További látnivalók
A hegytetőn hatalmas, kereszt formájú trianoni emlékmű magasodik, Magyarország egyik legimpozánsabb ilyen jellegű alkotása. Az 1930-as években, a környékbeli polgárok adakozásából épült.
Az egyik felújított bányaépületben kapott helyet a Sághegyi Múzeum, melynek kiállítása 2012-ben teljesen megújult. Az interaktív kiállítás a hegy természeti világát, hely- és kultúrtörténetét mutatja be. A múzeumban a római kori és bronzkori emlékek, a szőlőművelés és a bazaltbányászat eszközei mellett a hegy keletkezésének történetével is megismerkedhetünk.
A Múzeum parkjában található Kőpark és játszókert a hazánkban megtalálható vulkanikus kőzeteket mutatja be, a vulkánoszlopokon pedig a Föld legnagyobb vulkánjait ismerhetjük meg. Ezen kívül óriás puzzle és játszótér várja a látogatókat.

## Lásd még
- Vas Pál lyuka
- Sághegyi Tájvédelmi Körzet